# 남부광산안전사무소
남부광산안전사무소(南部鑛山安全事務所, East Mine Security Office)는 광산시설에 대한 안전검사 및 광산시설에 대한 보안대책 사무를 분장하는 대한민국 산업통상자원부의 소속기관이다. 2017년 1월 6일 발족하였으며, 전라남도 화순군 화순읍 진각로 179에 위치하고 있다. 소장은 행정사무관 또는 공업사무관으로 보한다.

## 직무
- 광산시설에 대한 안전검사
- 광산시설에 대한 보안대책에 관한 사항

## 관할구역
- 부산광역시
- 광주광역시
- 울산광역시
- 경상남도
- 전라북도
- 전라남도
- 제주특별자치도

## 연혁
- 1978년 4월 10일: 동력자원부 소속으로 화순광산보안출장소 설치.
- 1984년 12월 1일: 남부광산보안사무소로 개편.
- 1993년 3월 6일: 상공자원부 소속으로 변경.
- 1994년 12월 23일: 통상산업부 소속으로 변경.
- 1998년 2월 28일: 산업자원부 소속으로 변경.
- 2008년 2월 29일: 지식경제부 소속으로 변경.
- 2013년 3월 23일: 산업통상자원부 소속으로 변경.
- 2017년 1월 6일: 남부광산안전사무소로 개편.